# Srećko Albini
Srećko Albini (auch Felix Albini, * 10. Dezember 1869 in Županja (Slawonien); † 18. April 1933 in Zagreb) war ein kroatischer Komponist, Dirigent und Musikredakteur. Er wurde vor allem mit seinen Operetten bekannt, von denen einige auch in Wien und Leipzig uraufgeführt wurden.

## Leben und Werk
Srećko Albini wurde als Felix Albini in eine jüdische Familie hineingeboren. Er studierte Musik bei W. Mayer in Graz. Auf Wunsch seiner Eltern absolvierte er auch eine Wirtschaftsausbildung.
Er begann seine Karriere von 1893 bis 1895 als Dirigent am Grazer Stadttheater. Anschließend wurde er Dirigent des Kroatischen Nationaltheaters in Zagreb und verblieb dort für acht Jahre. Hier wurde 1901 sein erstes kompositorisches Werk, die Oper Maričon uraufgeführt. Diese zeichnete sich durch ein national-kroatisches Thema sowie traditionell kroatische Musik und Tänze aus. Zwischen 1903 und 1909 wurde der Opernbetrieb des Zagreber Nationaltheaters eingestellt. Albini wirkte in dieser Zeit kompositorisch und inszenatorisch in Wien. 1909 kehrte er an das genannte Nationaltheater zurück. Nach 1909 stellte er seine Komponistentätigkeit ein. Er wirkte weiter als Regisseur. Zudem wurde er auch als Musikredakteur tätig und leitete eine Urheberrechtsagentur für Künstler.
Als Komponist schrieb er die bereits genannte Oper Maricon (1901) und mehrere Operetten. Er schrieb auch Ballette, Chöre und Lieder.